# 瑞天咸
瑞天咸爵士，GCMG，CH（1850年3月28日—1946年6月11日），英國殖民地官员。 他於1896年至1901年任第一位英國首位駐馬來聯邦代表（驻扎官），管治雪兰莪、霹靂州等馬來人。1901年至1904年擔任海峽殖民地總督。除此之外， 他还是一个业余画家、摄影师和古董收藏家。 
瑞天咸与克利福合著了《马来语词典》。 这本字典在1894年到1902年间分期出版，但未及出版所有冊數便無疾而終。他还出版了四本书，包括《马来素描》、《未注明地址的信件》 ，其最后一本書之插圖由著名壁画画家兼插画家雷克斯 · 惠斯勒绘制。

## 早年生涯
瑞天咸於1850年3月28日出生在德比郡贝尔珀，其父詹姆士．奧特漢姆．斯韦滕纳姆（James Oldham Swettenham）是一位律师 ；其母親夏洛特．伊利沙伯．卡爾（Charlotte Elizabeth Carr）曾在苏格兰多勒學堂（Dollar Academy）约克聖彼得學校（St. Peter's School）接受教育；其哥哥是殖民地官員詹姆士．亞歷山大．斯韦滕纳姆爵士（Sir James Alexander Swettenham）。 他也是亨利四世的弓箭手马修 · 斯韦滕纳姆的后裔。

## 职业生涯

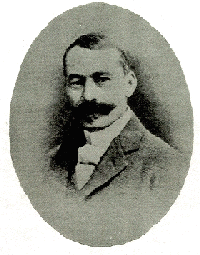
瑞天咸爵士

1871年，瑞天咸以官學生的身份加入海峽殖民地政府。 他学习马来语，并在1870年代英国干预马来半岛国家的事件中扮演了英国和马来人的仲裁者。
因應英國和霹靂州蘇丹1874年簽訂邦咯條約，瑞天咸被委任為安撫邦咯島委员会的成员，与邦参政司麦奈雅和華人甲必丹鄭景貴等人合作。 该委员会成功解救了在拉律战争(1862-1873年)期间被俘虏的妇女，又令當地的锡矿业得以復興。
1882年，瑞天咸被任命为英國駐雪兰莪顾问。 任內他成功推动了當地咖啡和烟草产业的发展，又修建了从吉隆坡(当时是雪兰莪的首都)到巴生 (后来以他的名字命名为瑞天咸港，今巴生港)的铁路。
1895年，作为英國駐霹靂州代表的瑞天咸和霹靂州、雪兰莪、森美蘭和 彭亨達成联邦协议后，成為四州府总参政司。1897年，他封被為爵士。1901年10月，他被任命为海峡殖民地总督。
瑞天咸批评暹罗過度介入马来北部吉兰丹州和登嘉樓州的事務，这些州传统上承认暹罗宗主国地位，每三年向暹罗国王赠送一朵金花作为贡品。他在海峡殖民地总督任內试图与暹罗谈判，試圖提升英国对这些国家事务的影响力。暹罗不情愿地同意任命英国顾问，但前提是英国顾问必須由曼谷任命，他那英國顧問必須由外交部任命的願望因而落空。然而，英国已经在这两个州發揮影響力，吉打州最终接受英国居民。瑞天咸爵士的最终目标是把泰国南部的北大年地区置于英国的控制之下，但無法實現。

## 个人生活
瑞天咸在1877年夏天回國度假期间，结识了康斯坦斯 · 西德尼 · 霍姆斯(Constance Sydney Holmes，生于1858年) ，她是哈罗公学舍监塞西尔 · 弗雷德里克 · 霍姆斯的女儿。 他们于1878年2月在英格兰结婚。 他们的關係从一开始就很紧张，有一段長時間都在分居狀態，這種狀態一直持续到1938年，当时瑞天咸成功地以妻子精神错乱为由提起离婚诉讼。
瑞天咸在1903年和格特鲁德 · 贝尔(Gertrude Bell)成为朋友，并一直保持通信至1909年。 瑞天咸退休回到英国后，被認為和格特鲁德之间发生了一段"短暂但充满激情的恋情"。
瑞天咸在89岁时再婚。1939年6月22日他迎娶商人约翰 · 戈登(John Gordon)的女儿，一战期间在法国阵亡的约翰 · 尼尔 · 格思里的遗孀薇拉 · 塞顿 · 格思里(Vera Seton Guthrie，1890-1970) 。
1883年，瑞天咸在籌備加尔各答的英国殖民地博览会的时候，遇到了一个来自班加罗尔的英裔印度女人并和她生了一个孩子。該女人後來嫁给了霹雳州公务员队伍中的英国文员沃尔特 · 麦克奈特 · 杨（Walter McKnight Young），該孩子是為沃尔特 · 艾恩斯利 · 杨（Walter Aynsley Young）。

## 紀念
马来西亚和新加坡许多地方和道路都是以瑞天咸命名的，包括檳城島乔治城的瑞天咸码头(Swettenham Pier)和新加坡植物园(Botanic Gardens)附近的瑞天咸道(Swettenham Road)。
1972年以前，巴生港被称为瑞天咸港(Swettenham Port)。